# Валоурун Первый
Валоурун Первый — река в России, протекает по Уватскому району Тюменской области. Устье реки находится в 142 км по левому берегу реки Туртас. Длина реки составляет 20 км. Приток — Валоурун Второй.

## Данные водного реестра
По данным государственного водного реестра России относится к Иртышскому бассейновому округу, водохозяйственный участок реки — Иртыш от впадения реки Тобол до города Ханты-Мансийск (выше), без реки Конда, речной подбассейн реки — бассейны притоков Иртыша от Тобола до Оби. Речной бассейн реки — Иртыш.
Код объекта в государственном водном реестре — 14010700112115300013579.